# Pat Cramer
Pat Cramer (Brakpan, 21 marzo 1947) è un ex tennista sudafricano.

## Carriera
Ha ottenuto i suoi maggiori successi giocando in doppio, vincendo 3 titoli nella specialità.
In Coppa Davis ha giocato 4 partite, vincendone 3 e perdendone una.

## Statistiche

### Doppio

#### Vittorie (3)
| Numero | Anno | Torneo                      | Superficie  | Compagno          | Avversari in finale                   | Punteggio |
| 1.     | 1973 | ATP Birmingham, Birmingham  | Cemento     | Jürgen Fassbender | Clark Graebner Ion Țiriac             | 6-4, 7-5  |
| 2.     | 1974 | U.S. Pro Indoor, Filadelfia | Sintetico   | Mike Estep        | Jean-Baptiste Chanfreau Georges Goven | 6-1, 6-1  |
| 3.     | 1976 | Louisville Open, Louisville | Terra rossa | Byron Bertram     | Stan Smith Erik Van Dillen            | 6-3, 6-4  |